# Liste der Kulturdenkmäler in Neupotz
In der Liste der Kulturdenkmäler in Neupotz sind alle Kulturdenkmäler der rheinland-pfälzischen Ortsgemeinde Neupotz aufgeführt. Grundlage ist die Denkmalliste des Landes Rheinland-Pfalz (Stand: 26. Juni 2023).

## Denkmalzonen
| Bezeichnung                             | Lage                                                | Baujahr                | Beschreibung | Bild            |
| --------------------------------------- | --------------------------------------------------- | ---------------------- | --- | --------------- |
| Denkmalzone Hauptstraße und Kirchstraße | Hauptstraße 3, 4 und 6, Kirchstraße 1, 2 und 3 Lage | 18. Jahrhundert        | platzbildprägende Fachwerkhäuser und -hofanlagen des 18. Jahrhunderts sowie das der Kirche gegenüberliegende Pfarrhaus                                                                                   | Fotos hochladen |
| Denkmalzone Kirchstraße 2               | Kirchstraße 2 Lage                                  | spätes 18. Jahrhundert | Hofanlage; eingeschossiges Fachwerkhaus mit Kniestock, teilweise massiv, spätes 18. Jahrhundert, langgestrecktes Fachwerk-Nebengebäude, 18. oder 19. Jahrhundert, Scheune, Tabakschuppen 20. Jahrhundert | BW              |

## Einzeldenkmäler
| Bezeichnung                                 | Lage                                  | Baujahr                            | Beschreibung | Bild                           |
| ------------------------------------------- | ------------------------------------- | ---------------------------------- | --- | ------------------------------ |
| Kriegergedächtniskapelle und Friedhofskreuz | Friedhofstraße, auf dem Friedhof Lage | ab 1844                            | Kriegergedächtniskapelle 1914/18; kleiner Saal, offene Vorhalle, Reformarchitektur, Malerei im Giebel, bezeichnet 1927; Friedhofskreuz, bezeichnet 1844            | Fotos hochladen                |
| Gasthaus zur Sonne                          | Hauptstraße 3 Lage                    | 1714                               | ehemaliges Gasthaus zur Sonne; stattliches Fachwerkhaus, erbaut 1714                                                                                               | Fotos hochladen                |
| Gasthaus zum Sternen                        | Hauptstraße 4 Lage                    | 1785                               | ehemaliges Gasthaus zum Sternen; stattliches Fachwerkhaus, Mansarddach, bezeichnet 1785                                                                            | Fotos hochladen                |
| Gasthaus zum Schwanen                       | Hauptstraße 6 Lage                    | 18. Jahrhundert                    | Hofanlage, 18. Jahrhundert; stattliches Fachwerkhaus, teilweise massiv, Krüppelwalmdach, eingeschossiges Fachwerk-Nebengebäude, teilweise massiv                   | weitere Bilder Fotos hochladen |
| Wohnhaus                                    | Hauptstraße 24 Lage                   | zweite Hälfte des 18. Jahrhunderts | eingeschossiges Fachwerkhaus mit Kniestock, teilweise massiv, zweite Hälfte des 18. Jahrhunderts; drei Hoftorpfosten, Sandstein, erste Hälfte des 19. Jahrhunderts | BW                             |
| Wegekreuz                                   | Hauptstraße, Ecke Hinterstraße Lage   | 1861                               | Wegekreuz, Kruzifix, Rotsandstein, bezeichnet 1861 | Fotos hochladen                |
| Pfarrhaus                                   | Kirchstraße 3 Lage                    | 1913                               | villenartiger Walmdachbau, Reformarchitektur, bezeichnet 1913 | Fotos hochladen                |
| Rathaus                                     | Oberdorf 4 Lage                       | Mitte des 19. Jahrhunderts         | spätklassizistischer Putzbau, Mitte des 19. Jahrhunderts | weitere Bilder Fotos hochladen |
| Wohnhaus                                    | Oberdorf 6 Lage                       | um 1800                            | eingeschossiges Fachwerkhaus mit Kniestock, teilweise massiv, um 1800                                                                                              | weitere Bilder Fotos hochladen |
| Katholische Pfarrkirche St. Bartholomäus    | Schulstraße 1 Lage                    | 1837–40                            | neuromanischer Saalbau, 1837–40, Architekt August von Voit | weitere Bilder Fotos hochladen |
| Kreuz                                       | Schulstraße, vor Nr. 1 Lage           | 1844                               | Kruzifix, Rotsandstein, Metallkorpus, 1844 | Fotos hochladen                |
| Kugelhaus                                   | südlich des Ortes; Flur Flätig Lage   | 1950er Jahre                       | Kugelhaus; Prototyp aus armiertem Schwerbeton, 1950er Jahre, Entwurf Johann Wilhelm Ludowici                                                                       | weitere Bilder Fotos hochladen |